# تومو هانبا
تومو هانبا (باليابانية: 儀武 ゆう子) مواليد 9 يونيو 1972، هي مؤدية أصوات يابانية.

## الأعمال

### أنمي
- هايبانه رينمه - سوميكا
- المعركة الحديدية بي بليد
- سيكاي-ايتشي هاتسوكوي
- ون بيس - دون كيهوتي دوفلامنغو
- المحقق كونان -
- الخيميائي الفولاذي

## وصلات خارجية
- تومو هانبا على موقع IMDb (الإنجليزية)
- تومو هانبا على موقع ميوزك برينز (الإنجليزية)
- تومو هانبا على موقع قاعدة بيانات الفيلم (الإنجليزية)
- تومو هانبا على موقع ANN person (الإنجليزية)